# Córrego Lucas
Samaúma em floresta de galeria no Córrego Lucas
O Córrego Lucas é um córrego da cidade de Lucas do Rio Verde. Sua nascente fica na região da BR-163, de onde ele corre naturalmente por uma área de preservação permanente. Nasce próximo a BR-163 dentro do perímetro urbano do município, segue em uma área de preservação permanente, corre por baixo da Av. das Nações, continuando pela área, passa por de baixo da Av. Goiás, segue por dentro do Parque dos Buritis, atravessa a av. Mato Grosso, deságua no Lago Ernani José Machado, corre por baixo da Av. Tocantins até desaguar no rio Verde.